# Función (biología)

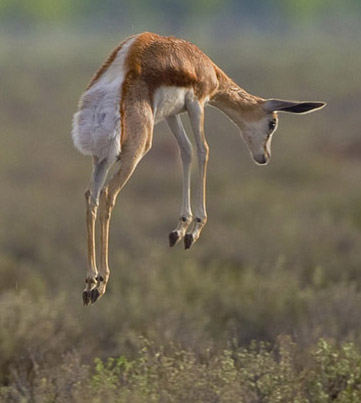
Esta es una gacela joven que se apoya o se inclina. Fue fotografiado en el Parque Nacional Etosha en Namibia.

En biología, se llaman funciones biológicas a los procesos que se realizan en los seres vivos y que contribuyen a la conservación de la especie.
Las funciones que son comunes en todos los seres vivos, también llamadas funciones vitales, incluyen:
- las funciones del metabolismo, como la respiración, alimentación; y
- las funciones del catabolismo[1]

Hay, sin embargo, funciones específicas de algunos grupos de organismos. Las plantas verdes poseen la "función clorofílica", o sea, la capacidad de realizar la fotosíntesis. Varios grupos de protistas y bacterias tienen, por su lado, la capacidad de usar varios compuestos químicos para sintetizar materia orgánica - los quimio-autótrofos.
Los animales, en general, poseen la capacidad de relacionarse con el medio ambiente, incluyendo la comunicación con seres de la misma especie o de especies con quien mantienen relaciones biológicas específicas (ver, por ejemplo, las hormigas y los pulgones).
El hombre tiene la capacidad de realizar funciones especiales, en virtud de la gran capacidad de su cerebro, como por ejemplo, la escritura, la innovación artística o tecnológica, funciones a veces llamadas "funciones inteligentes" o "funciones intelectuales".